# 库格西
库格西（羅馬化：Kugesi）是俄罗斯楚瓦什共和国的市级镇，为该共和国切博克萨雷区行政中心及规模最大聚居地，也是该区唯一的一座市级镇。地处楚瓦什共和国北部，位于共和国首府切博克萨雷南侧。附近城市除共和国首府外有新切博克萨尔斯克。连接首都莫斯科与乌法的M7公路（伏尔加公路）穿过该镇。
18世纪首见于文献，旧称库格舍沃（Кугешево）、库格谢沃（Кугесево）。2022年人口有13,578人；2010年人口11,917；2002年人口11,658；1989年人口9,540。